# Rombicuboctàedre
En geometria, el rombicuboctàedre o petit rombicuboctàedre és un dels tretze políedres arquimedians.
Té 26 cares, 18 de les quals són quadrades i 8 triangulars, 48 arestes i a cadascun dels seus 24 vèrtex i concorren tres cares quadrades i una triangular.

## Àrea i volum
Les fórmules per calcular l'àrea A i el volum V d'un petit rombicuboctàedre tal que les seves arestes tenen longitud a són les següents:
{\displaystyle A=(18+2{\sqrt {3}})a^{2}}
{\displaystyle V=(4+{\begin{matrix}{10 \over 3}\end{matrix}}{\sqrt {2}})a^{3}}

## Esferes circumscrita, inscrita i tangent a les arestes
Els radis R, r i {\displaystyle \rho } de les esferes circumscrita, inscrita i tangent a les arestes respectivament són:
{\displaystyle {\begin{aligned}&R={\frac {a{\sqrt {5+2{\sqrt {2}}}}}{2}}\\&r={\frac {a\left(6+{\sqrt {2}}\right){\sqrt {5+{\sqrt {2}}}}}{17}}\\&\rho ={\frac {a{\sqrt {4+2{\sqrt {2}}}}}{2}}\\\end{aligned}}}
On a és la longitud de les arestes.

## Dualitat
El políedre dual del petit rombicuboctàedre és el Icositetràedre trapezoïdal.

## Desenvolupament pla

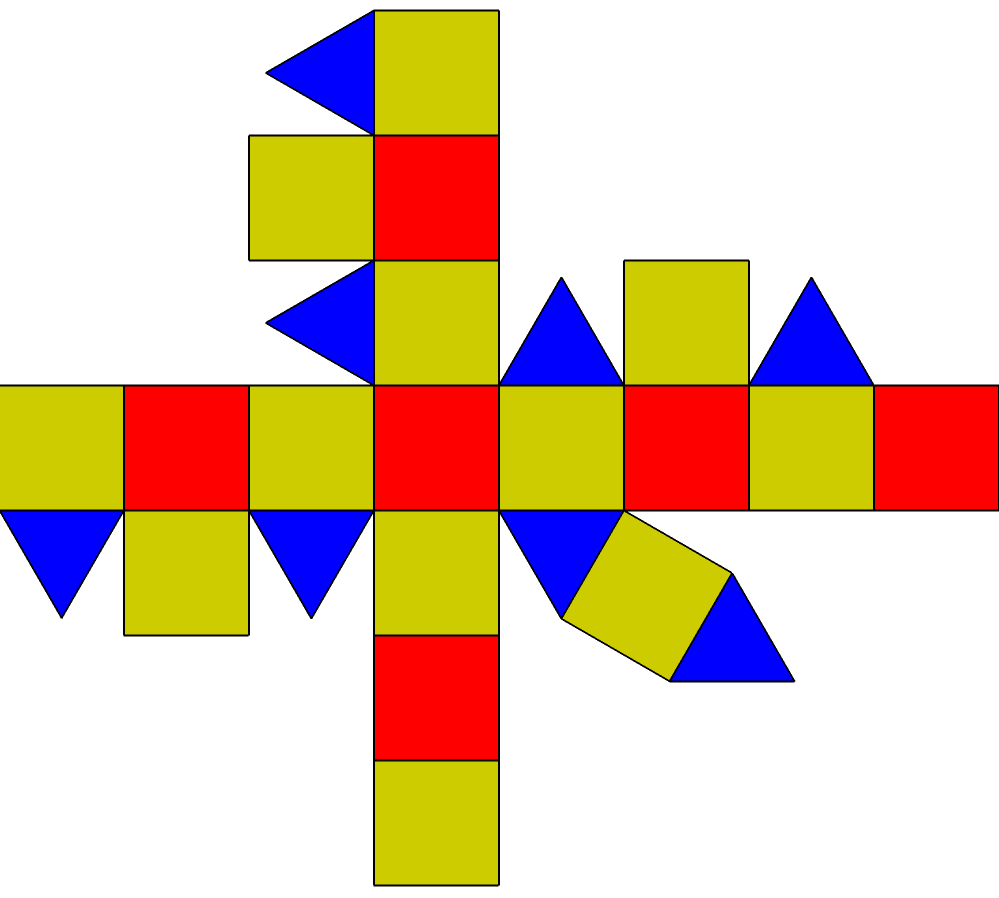
Desenvolupament pla del petit rombicuboctàedre

## Simetries
El grup de simetria del petit rombicuboctàedre té 48 elements; el grup de les simetries que preserven les orientacions és el grup octàedric {\displaystyle O\cong S_{4}}. Són els mateixos grups de simetria que pel cub, l'octàedre, el cub truncat i l'octàedre truncat.

## Políedres relacionats
El petit rombicuboctàedre es pot obtenir tant a partir del cub com de l'octàedre a base de truncar simultàniament les arestes i els vèrtexs.
Les següents imatges il·lustren la relació entre el petit rombicuboctàedre i el cub i l'octàedre:

cub
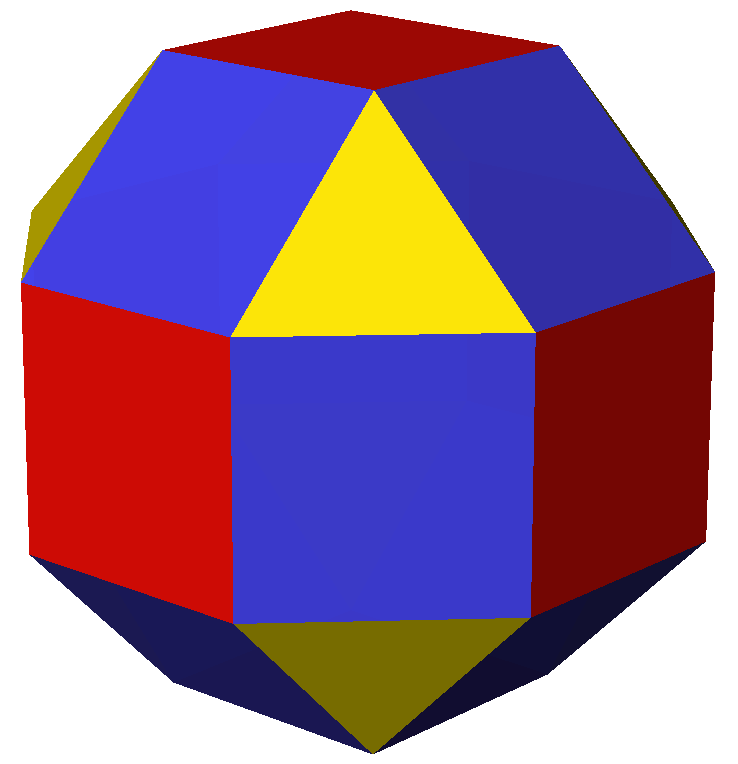
petit rombicuboctàedre
octàedre